# バレイロス

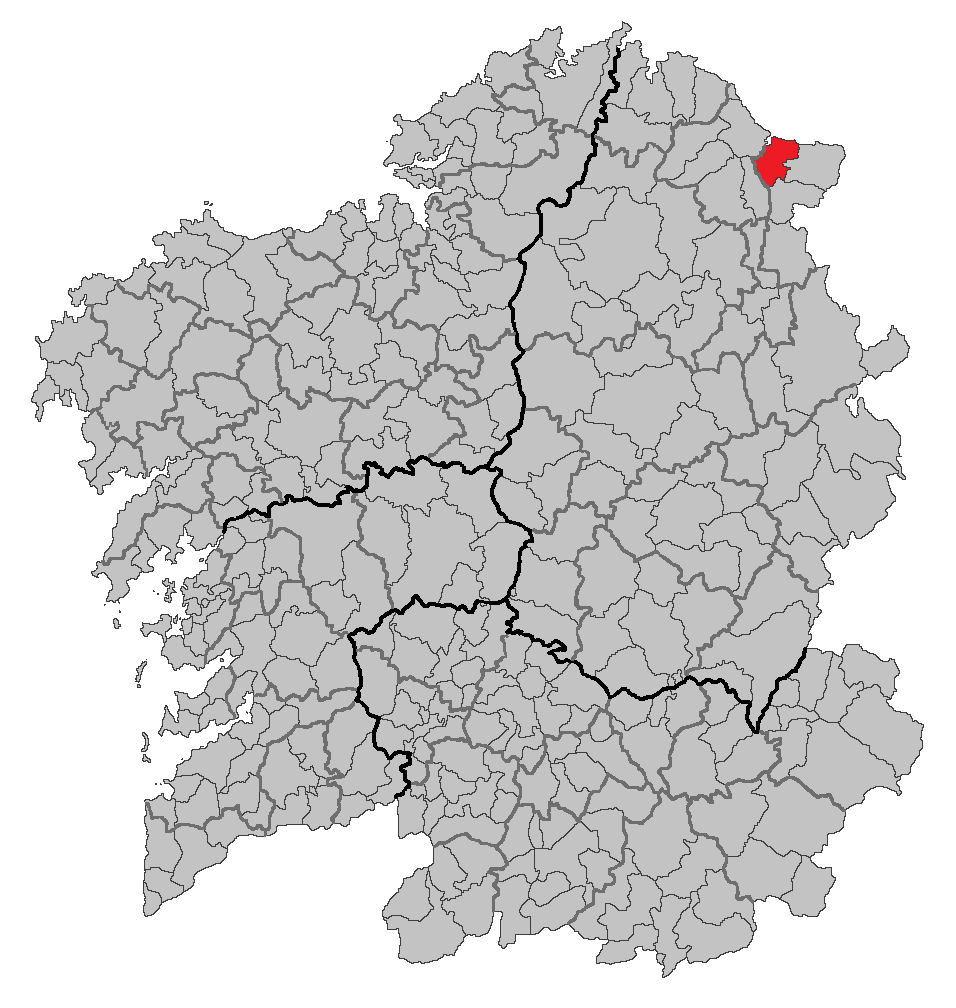

バレイロス（Barreiros）は、スペイン、ガリシア州、ルーゴ県の自治体、コマルカ・ダ・マリーニャ・オリエンタルに属す。ガリシア統計局によれば、2010年の人口は3,203人（2009年：3,244人、2006年:3,291人、2005年:3,294人、2004年:3,278人、2003年:3,323人）。住民呼称は、男女同形のbarreirense。
ガリシア語話者の自治体住民に占める割合は97.41％（2001年）。

## 地理
バレイロスはルーゴ県の北東部に位置し、コマルカ・ダ・マリーニャ・オリエンタルに属する。北はカンタブリア海に面し、東はリバデオと、南はトラバーダとロウレンサーと、西はフォスの各自治体と隣接する。自治体中心地区はサン・コスメ・デ・バレイロス教区のサン・コスメ地区。
バレイロスはモンドニェード司法管轄区に属す。

### 人口
| バレイロスの人口推移 1900－2010                         |
|                                                         |
| 出典:INE（スペイン国立統計局）1900年 - 1991年、1996年 - |

## 政治
自治体首長はガリシア国民党（PPdeG）のアルフォンソ・フエンテ・パルガ（Alfonso Fuente Parga）、自治体評議員は、ガリシア国民党：7、ガリシア民族主義ブロック（BNG）：2、ガリシア社会党（PSdeG-PSOE）：2となっている（2011年5月22日の自治体選挙結果、得票順）。
| 1999年6月13日自治体選挙 |        |        |          |
| 政党                    | 得票数 | 得票率 | 獲得議席 |
| PPdeG                   | 1,448  | 58.72% | 7        |
| PSdeG-PSOE              | 507    | 20.56% | 2        |
| BNG                     | 503    | 20.40% | 2        |

| 2003年5月25日自治体選挙 |        |        |          |
| 政党                    | 得票数 | 得票率 | 獲得議席 |
| PPdeG                   | 1,377  | 56.92% | 7        |
| BNG                     | 696    | 28.77% | 3        |
| PSdeG-PSOE              | 316    | 13.06% | 1        |

| 2007年5月27日自治体選挙 |        |        |          |
| 政党                    | 得票数 | 得票率 | 獲得議席 |
| PPdeG                   | 1,343  | 55.47% | 7        |
| BNG                     | 554    | 22.88% | 2        |
| PSdeG-PSOE              | 290    | 11.98% | 1        |
| INDEBA                  | 208    | 8.59%  | 1        |

| 2011年5月22日自治体選挙 |        |        |          |
| 政党                    | 得票数 | 得票率 | 獲得議席 |
| PPdeG                   | 1,373  | 63.56% | 7        |
| BNG                     | 377    | 17.45% | 2        |
| PSdeG-PSOE              | 370    | 17.13% | 2        |

## 教区
バレイロスは8の教区に分けられる。太字は自治体中心地区のある教区。
- カバルコス（サン・シュリアン）
- セレイロ・デ・マリニャーオス（サンタ・クリスティーナ）
- レイナンテ（サンティアーゴ）
- サン・コスメ・デ・バレイロス（サン・コスメ）
- サン・ミゲル・デ・レイナンテ（サン・ミゲル）
- サン・ペドロ・デ・ベンケレンシア（サン・ペドロ）
- サン・シュスト・デ・カバルコス（サン・シュスト）
- ビラマルティン・ペケーノ（サン・ショアン・デゴラード）